# Rallye Zypern 2009

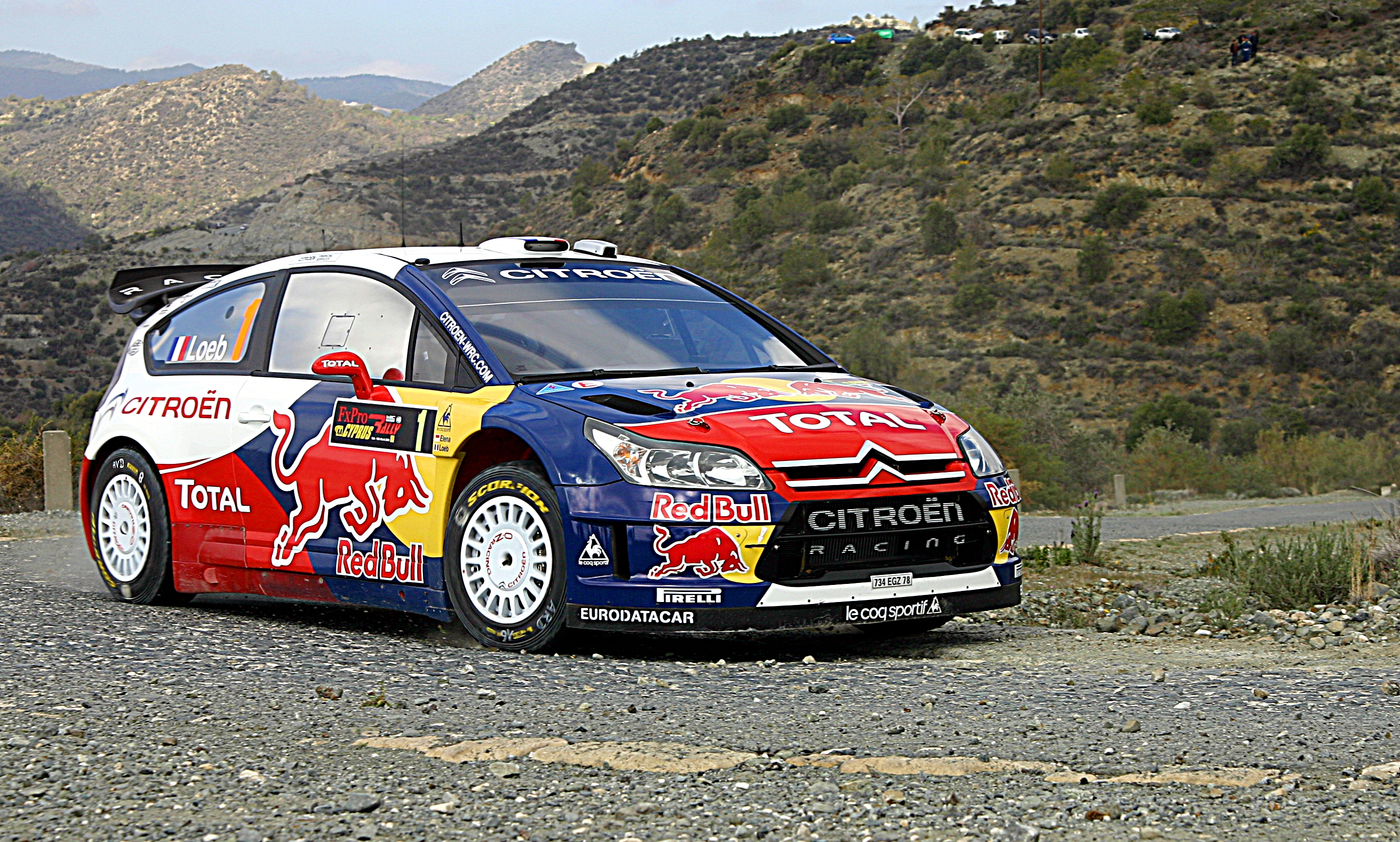
Sébastien Loeb und Daniel Elena auf Zypern 2009

Die 38. Rallye Zypern war der dritte von 12 FIA-Weltmeisterschaftsläufen 2009. Die Rallye bestand aus 14 Wertungsprüfungen und wurde zwischen dem 13. und dem 15. März gefahren.

## Bericht
Auf Zypern wurde zuletzt im Jahr 2006 eine WRC-Rallye organisiert. Der Untergrund war gemischt mit Asphalt- und Schotterstraßen. Am ersten Tag wurde nur auf Asphaltstraßen gefahren, an den beiden darauffolgenden Tagen auf Schotterstraßen. Sébastien Loeb und Beifahrer Daniel Elena fuhren den insgesamt 50. WRC-Sieg ein. Nach 14 Wertungsprüfungen kam der Citroën-Pilot mit einem Vorsprung von 27,2 Sekunden auf Mikko Hirvonen (Ford) ins Ziel. Den Grundstein zum Sieg legte Loeb bereits am Freitag, als mit «Schotterreifen» auf Asphalt gefahren wurde. Er ging mit fünf WP-Bestzeiten in Führung und hatte einen komfortablen Vorsprung für die kommenden zwei Tage, wo auf Schotter gefahren wurde. Hirvonen konnte am Samstagvormittag den Citroën-Pilot Dani Sordo vom zweiten Rang verdrängen. Als kleines Wunder könnte man den dritten Rang von Petter Solberg bezeichnen. Im Winter stellte der frühere Subaru-Pilot in Rekordzeit ein eigenes Team auf die Beine und kaufte einen Citroën Xsara. Vor vier Wochen gab er bei der Rallye Norwegen das WRC-Comeback. Bei seinem zweiten Lauf als Privatier schaffte er nun als Dritter den Sprung auf das Podium und verwies Sordo auf den vierten Rang.
In der Klasse PWRC, die auf Zypern den zweiten Saisonlauf absolvierten, ging der Sieg erneut an Patrik Sandell im Škoda Fabia S2000. In Führung hatte, bis kurz vor dem Ziel, Armindo Araujo gelegen. Doch Araujo bekam technische Probleme und fiel zurück. In der JWRC ging der Sieg an Martin Prokop vor Michał Kościuszko. Aaron Burkart wurde Dritter von nur drei Gestarteten.

## Klassifikationen

### Endresultat
| Pos    | Fahrer                | Beifahrer            | Auto                           | Zeit      | Rückstand | Punkte |
| WRC    | WRC                   | WRC                  | WRC                            | WRC       | WRC       | WRC    |
| ------ | --------------------- | -------------------- | ------------------------------ | --------- | --------- | ------ |
| 1      | Sébastien Loeb        | Daniel Elena         | Citroën C4 WRC                 | 4:50:34.7 | 00:00.0   | 10     |
| 2      | Mikko Hirvonen        | Jarmo Lehtinen       | Ford Focus RS WRC              | 4:51:01.9 | 00:27.2   | 8      |
| 3      | Petter Solberg        | Phil Mills           | Citroën Xsara WRC              | 4:52:24.1 | 01:49.4   | 6      |
| 4      | Dani Sordo            | Marc Martì           | Citroën C4 WRC                 | 4:53:01.0 | 02:26.3   | 5      |
| 5      | Matthew Wilson        | Scott Martin         | Ford Focus RS WRC              | 4:57:15.7 | 06:41.0   | 4      |
| 6      | Conrad Rautenbach     | Daniel Barritt       | Citroën C4 WRC                 | 5:01:46.6 | 11:11.9   | 3      |
| 7      | Federico Villagra     | Jorge Perez Companc  | Ford Focus RS WRC              | 5:03:53.2 | 13:18.5   | 2      |
| 8      | Khalid Al Qassimi     | Michael Orr          | Ford Focus RS WRC              | 5:04:18.8 | 13:44.1   | 1      |
| JWRC   |                       |                      |                                |           |           |        |
| 1 (14) | Martin Prokop         | Jan Tománek          | Citroën C2 S1600               | 5:20:54.0 | 00:00.0   | 10     |
| 2 (17) | Michał Kościuszko     | Maciek Szczepaniak   | Suzuki Swift S1600             | 5:22:30.8 | 01:36.8   | 8      |
| 3 (21) | Aaron Burkart         | Michael Koelbach     | Suzuki Swift S1600             | 5:40:42.9 | 19:48.9   | 6      |
| PWRC   |                       |                      |                                |           |           |        |
| 1 (9)  | Patrik Sandell        | Emil Axelsson        | Škoda Fabia S2000              | 5:10:11.3 | 00:00.0   | 10     |
| 2 (10) | Armindo Araujo        | Ramalho Miguel       | Mitsubishi Lancer Evolution IX | 5:10:29.6 | 00:18.3   | 8      |
| 3 (11) | Nasser Al-Attiyah     | Giovanni Bernacchini | Subaru Impreza WRX STI         | 5:11:10.1 | 00:58.8   | 6      |
| 4 (13) | Toshi Arai            | Glenn MacNeal        | Subaru Impreza                 | 5:18:45.4 | 08:34.1   | 5      |
| 5 (15) | Andis Neiksans        | Peteris Djirkals     | Mitsubishi Lancer Evolution IX | 5:21:46.6 | 11:35.3   | 4      |
| 6 (16) | Charalambos Timotheou | Savvas Laos          | Subaru Impreza                 | 5:22:01.7 | 11:50.4   | 3      |
| 7 (19) | Gaurav Singh Gill     | David Senior         | Subaru Impreza                 | 5:31:222  | 21:109    | 2      |
| 8 (20) | Frederic Sauvan       | Thibault Gorczyca    | Mitsubishi Lancer Evolution IX | 5:39:10.2 | 28:58.9   | 1      |

### Wertungsprüfungen
| Tag                                      | WP                                   | Name        | Länge    | Start MEZ          | Gewinner       | Beifahrer         | Auto           | Zeit    | Ø km/h | Leader         |
| ---------------------------------------- | ------------------------------------ | ----------- | -------- | ------------------ | -------------- | ----------------- | -------------- | ------- | ------ | -------------- |
| Tag 1 (13. März)                         | WP1                                  | Panagia 1   | 30,33 km | 09:23              | Sébastien Loeb | Daniel Elena      | Citroën C4 WRC | 22:01.3 | 82,68  | Sébastien Loeb |
| Tag 1 (13. März)                         | WP2                                  | Mylikouri 1 | 7,37 km  | 10:21              | Sébastien Loeb | Daniel Elena      | Citroën C4 WRC | 05:33.9 | 79,53  | Sébastien Loeb |
| Tag 1 (13. März)                         | WP3                                  | Gerakies 1  | 29,40 km | 10:46              | Sébastien Loeb | Daniel Elena      | Citroën C4 WRC | 21:09.2 | 83,36  | Sébastien Loeb |
| Tag 1 (13. März)                         | Service Lemesos, 12:41 Uhr (30 Min.) |             |          |                    |                |                   |                |         |        | Sébastien Loeb |
| Tag 1 (13. März)                         | WP4                                  | Panagia 2   | 30,33 km | 14:34              | Sébastien Loeb | Daniel Elena      | Citroën C4 WRC | 22:06.8 | 82,30  | Sébastien Loeb |
| Tag 1 (13. März)                         | WP5                                  | Mylikouri 2 | 7,37 km  | 15:32              | Sébastien Loeb | Daniel Elena      | Citroën C4 WRC | 05:34.9 | 79,25  | Sébastien Loeb |
| Tag 1 (13. März)                         | WP6                                  | Gerakies 2  | 29,40 km | 15:57              | Daniel Sordo   | Marc Martì        | Citroën C4 WRC | 21:18.0 | 82,82  | Sébastien Loeb |
| Tag 1 (13. März)                         | Service Lemesos, 17:35 Uhr (45 Min.) |             |          |                    |                |                   |                |         |        | Sébastien Loeb |
| Tag 2 (14. März)                         |                                      |             |          |                    |                |                   |                |         |        | Sébastien Loeb |
| Service Lemesos, 07:00 Uhr (15 Min.)     |                                      |             |          |                    |                |                   |                |         |        | Sébastien Loeb |
| WP7                                      | Anadiou Dam 1                        | 11,70 km    | 08:43    | Jari-Matti Latvala | Miikka Anttila | Ford Focus RS WRC | 11:02.4        | 63,59   |        | Sébastien Loeb |
| WP8                                      | Pano Panagia                         | 28,17 km    | 09:11    | Mikko Hirvonen     | Jarmo Lehtinen | Ford Focus RS WRC | 30:29.8        | 55,42   |        | Sébastien Loeb |
| WP9                                      | Orkontas                             | 18,54 km    | 11:19    | Sébastien Loeb     | Daniel Elena   | Citroën C4 WRC    | 18:36.5        | 59,77   |        | Sébastien Loeb |
| Service Lemesos, 13:09 Uhr (30 Min.)     |                                      |             |          |                    |                |                   |                |         |        | Sébastien Loeb |
| WP10                                     | Xyliatos                             | 30,94 km    | 15:17    | Petter Solberg     | Phil Mills     | Citroën Xsara WRC | 28:16.1        | 65,66   |        | Sébastien Loeb |
| WP11                                     | Kourdali                             | 26,25 km    | 16:20    | Petter Solberg     | Phil Mills     | Citroën Xsara WRC | 26:31.5        | 59,37   |        | Sébastien Loeb |
| Service Lemesos, 18:18 Uhr (45 Min.)     |                                      |             |          |                    |                |                   |                |         |        | Sébastien Loeb |
| Tag 3 (15. März)                         |                                      |             |          |                    |                |                   |                |         |        | Sébastien Loeb |
| Service Lemesos, 08:00 Uhr (15 Min.)     |                                      |             |          |                    |                |                   |                |         |        | Sébastien Loeb |
| WP12                                     | Foini                                | 30,03 km    | 09:18    | Mikko Hirvonen     | Jarmo Lehtinen | Ford Focus RS WRC | 26:18.7        | 68,48   |        | Sébastien Loeb |
| Service Anadiou Dam, 10:18 Uhr (15 Min.) |                                      |             |          |                    |                |                   |                |         |        | Sébastien Loeb |
| WP13                                     | Anadiou                              | 40,54 km    | 10:49    | Mikko Hirvonen     | Jarmo Lehtinen | Ford Focus RS WRC | 39:27.2        | 61,66   |        | Sébastien Loeb |
| WP14                                     | Anadiou Dam 2                        | 11,70 km    | 12:02    | Matthew Wilson     | Scott Martin   | Ford Focus RS WRC | 10:14.8        | 68,49   |        | Sébastien Loeb |
| Service Lemesos, 14:00 Uhr (10 Min.)     |                                      |             |          |                    |                |                   |                |         |        | Sébastien Loeb |

### Gewinner Wertungsprüfungen
| WP        | Anzahl | Fahrer             | Auto              |
| --------- | ------ | ------------------ | ----------------- |
| 1–5, 9    | 6      | Sébastien Loeb     | Citroën C4 WRC    |
| 8, 12, 13 | 3      | Mikko Hirvonen     | Ford Focus RS WRC |
| 10, 11    | 2      | Petter Solberg     | Citroën Xsara WRC |
| 6         | 1      | Dani Sordo         | Citroën C4 WRC    |
| 7         | 1      | Jari-Matti Latvala | Ford Focus RS WRC |
| 14        | 1      | Matthew Wilson     | Ford Focus RS WRC |

### Fahrer-WM nach der Rallye
| Pos. | Fahrer          | Punkte |
| ---- | --------------- | ------ |
| 1    | Sébastien Loeb  | 30     |
| 2    | Mikko Hirvonen  | 22     |
| 3    | Dani Sordo      | 19     |
| 4    | Henning Solberg | 10     |
| 5    | Petter Solberg  | 9      |

### Team-Weltmeisterschaft
| Pos. | Team                | Punkte |
| ---- | ------------------- | ------ |
| 1    | Citroën WRT         | 48     |
| 2    | Ford WRT            | 32     |
| 3    | Stobart WRT         | 22     |
| 4    | Citroën Junior Team | 11     |